# Frans Verhelst
 (mars 2019).
 (mars 2019).
Pour les articles homonymes, voir Verhelst.
Frans Verhelst, né le 6 mars 1954 à Dixmude, est un homme politique belge flamand, membre de VLD.
Il est entrepreneur de construction.

## Carrière politique
- Ancien échevin de Koekelare.
- Conseiller communal de Koekelare.
- député belge du 8 octobre 2002 au 10 avril 2003, en remplacement de Aimé Desimpel, décédé.